# Daniel Sánchez Gálvez
Daniel Sánchez, nacido el 3 de marzo de 1974 en Santa Coloma de Gramanet (Barcelona), es un billarista profesional español que es especialista en la modalidad de billar a tres bandas.
Entre sus títulos más notables, además de haber sido en 18 ocasiones Campeón de España, destacan sus victorias en los Juegos Mundiales de Akita en 2001, de Duisburgo en 2005 y de Breslavia en 2017.

## Palmarés
- 4 veces Campeón del Mundo de Billar a 3 Bandas (1998, 2005, 2010, 2016).
- 2 veces Campeón del Torneo Masters (2016, 2021) celebrado en Lausana.
- 3 veces Campeón de los Juegos Mundiales (2001, 2005 y 2017).
- 4 veces Campeón de la Copa del Mundo (1995, 2004, 2006 y 2015).
- 3 veces Campeón de Europa de Billar a 3 Bandas (1997, 2000 y 2009).
- 2 veces Campeón de Europa Júnior de Billar a 3 Bandas (1992 y 1995).
- Campeón del I y II Campeonato Iberoamericano de Tres Bandas (Oporto).
- 18 veces Campeón de España de Billar a 3 Bandas (entre 1997 y 2016).
- Vencedor de 57 torneos de ranking nacional.
- Récord de España de Promedio general en un campeonato (2,222).[cita requerida]

## Premios, reconocimientos y distinciones
- Medalla de Bronce de la Real Orden del Mérito Deportivo, otorgada por el Consejo Superior de Deportes (1999).
- Medalla de Plata de la Real Orden del Mérito Deportivo, otorgada por el Consejo Superior de Deportes (2006).
- Medalla de Oro de la Real Orden del Mérito Deportivo, otorgada por el Consejo Superior de Deportes (2011).